# Веймарн, Иван Иванович (1852—1915)
Иван Иванович Веймарн (1852—1915) — военный министр Болгарии, генерал от кавалерии.

## Биография
Из дворянского рода. Закончил в 1871 г. Николаевское кавалерийское училище. Офицер лейб-гвардии конно-гренадерского полка. Прапорщик гвардии (11.08.1871), поручик (13.04.1875). По окончании в 1878 г. Николаевской академии Генерального штаба по 1-му разряду — капитан Генерального штаба. Старший адъютант штаба 13-й кавалерийской дивизии с переводом в Генеральный штаб (1878). Участник Русско-турецкой войны.
Штаб-офицер для поручений при штабе Московского военного округа (1879). Делопроизводитель канцелярии Военно-учёного комитета Главного штаба (1880). Подполковник (20.04.1880). Полковник — за отличие по службе (1883). Определён в болгарские войска с назначением товарищем военного министра (1884). С 23 февраля по 10 апреля 1885 года исполнял обязанности военного министра.
Затем вновь определён на русскую службу, где состоял в распоряжении начальника Главного штаба (1885). Младший делопроизводитель канцелярии Военно-учёного комитета Главного штаба, с последующим отчислением от должности и прикомандированием к Лейб-гвардейскому конно-гренадерскому полку для изучения условий кавалерийской службы (1886). Старший делопроизводитель канцелярии Военно-учёного комитета Главного штаба (1888). Командир 11-го драгунского Харьковского полка (1891).
Генерал-майор за отличие (1896). Начальник штаба 14-го армейского корпуса (1896). В пограничной страже с 27.03.1901. Начальник штаба Отдельного корпуса пограничной стражи. Генерал-лейтенант за отличие (6.12.1902). Командир 14-го армейского корпуса (с 11.10.1906). Высочайшим приказом от 21 мая 1908 года произведён в генералы от кавалерии «с увольнением, за болезнью, от службы, с мундиром и с пенсией».
Принимал участие в военно-статистических трудах Военно-учёного комитета.

## Награды
- орден Св. Анны 3-й ст. (1880)
- орден Св. Станислава 2-й ст. (1880)
- орден Св. Владимира 4-й ст. (1885)
- орден Св. Владимира 3-й ст. (1893)
- орден Св. Станислава 1-й ст. (1899)
- орден Св. Анны 1-й ст. (1904)